# Buthacus bicolor
Espèce
Buthacus bicolor est une espèce de scorpions de la famille des Buthidae.

## Distribution
Cette espèce est endémique de Jordanie. Elle se rencontre vers Al-Qattafi.

## Description
Le mâle holotype mesure 54,7 mm et la femelle paratype 58,1 mm.

## Systématique et taxinomie
Cette espèce a été décrite par Afifeh, Al-Saraireh, Baker, Amr et Lourenço en 2022.

## Publication originale
- Afifeh, Al-Saraireh, Baker, Amr & Lourenço, 2022 : « The genus Buthacus Birula, 1908 in Jordan: description of a new species and comments on possible micro-endemic populations (Scorpiones: Buthidae). » Arthropoda Selecta, vol. 31, no 1, p. 51-62 (texte intégral).